# Anita Molander
Anita Elsa Micaela Molander, född 31 juli 1950 i Stockholm, är en svensk skådespelare.
Molander är dotter till regissören Jan Molander, barnbarn till filmregissören Gustaf Molander och barnbarnsbarn till teaterchefen och regissören Harald Molander. Hon utbildades vid Statens Scenskola i Stockholm 1974–1977 och började sedan som skådespelare på Dramaten.

## Filmografi
- 1978 – Grabbarna i 57:an eller Musikaliska gänget (TV-serie)
- 1987 – Friends
- 2003 – Errol
- 2005 – Hon och Hannes
- 2010 – Solsidan (TV-serie)
- 2011 – Gustafsson 3 tr (TV-serie)
- 2019 – Toy Story 4 (röst som Bitey White)
- 2021 – Raya och den sista draken (röst som Dang Hu)

## Teater

### Roller (ej komplett)
| År   | Roll | Produktion                      | Regi           | Teater          |
| ---- | ---- | ------------------------------- | -------------- | --------------- |
| 1976 |      | Gruffet i Chiozza Carlo Goldoni | Rudolf Penka   | Katarinateatern |
| 1978 | Nora | Vargen Howard Barker            | Barbro Larsson | Dramaten        |
| 1979 | Olga | Kollontaj Agneta Pleijel        | Alf Sjöberg    | Dramaten        |

- Kungliga Dramatiska Teatern

1977-1985, 1989-1993
som skådespelare bl.a. 
- "Medea" av Euripides, regi: Gun Jönsson
- "Lika för Lika" av Shakespeare, regi: Donya Feuer
- "Dödsdansen" av Strindberg, regi: Ingmar Bergman
- "Orestes" av Lars Norén, regi: Gunnel Lindblom
- "Leka med Elden" av Strindberg, regi: Palle Granditsky
- "Johanna från Slakthusen" av Brecht, regi: Benno Besson
- "Stormen av Shakespeare, regi: Göran Järvefelt
- "Top Girls" av Caryl Churchill, regi: Gun Jönsson
- "En Handelsresandes Död" av Arthur Miller, regi: Arthur Miller och Lars Amble
- "Pippi Långstrump" av Astrid Lindgren, regi: Hans Klinga

som regiassistent bl.a. åt
- Hans Klinga - "Den Vita Ångbåten", "Pippi Långstrump"
- Viveca Bandler - "Mumintroll i Kulisserna"
- Hasse Alfredson - "Aftonstjärnan"
- Ingmar Bergman - "Kung Lear"
- Jan-Olof Strandberg - "Kalas i Lönneberga"
- Göran Graffman - "Swedenhielms"
- Derek Walcott - "Den Sista Karnevalen"

Sedan 1995 turnerat med monologer på företag - "Med Andra Ord" om kroppsspråk och manligt och kvinnligt; "Miss Förstånd" om kommunikation, "Fet Ful och 40+" om kroppskultur och åldersfixering.
Har även jobbat mycket bakom kulisserna. Som "regiöga" på "Rhapsody in Rock" 1999-2002, stagat julshower och andra event och var General Manager för "Mamma Mia" på Scandinavium 2007. 
Dubbar mycket och läser in talböcker.